# Prosciutto e uova verdi (serie animata)
Prosciutto e uova verdi (Green Eggs and Ham) è una serie televisiva statunitense a cartoni animati basata sui libri per bambini (Prosciutto e uova verdi e La battaglia del burro), scritti dal celebre Dr. Seuss, presentata per la prima volta l'8 novembre 2019 e mandata in onda in tutto il mondo da Netflix, e pubblicata dalla Warner Bros.

## Trama
La serie animata è ambientata in un mondo fantastico, ed i protagonisti sono Nando detto Ferdi e il suo amico, il cane Felice Non si Addice, che durante le loro vicende imparano lezioni preziose come l'amicizia e il coraggio, e di una strana pietanza succulenta.

### Prima stagione
Nando detto Ferdi salva una rara e buffa creatura da uno zoo, dicendo che intende riportarlo nel suo habitat naturale. Dopo aver scambiato accidentalmente la sua valigetta, contenente la creatura, con quella del cinico e burbero inventore fallito Felice Non Si Addice, i due strampalati eroi finiscono in un viaggio avventuroso su strada con E.B., una dolcissima ragazza che vuole adottare il gallo come animale domestico, e la sua madre iperprotettiva Michellee, in cui è anche un interesse amoroso per Felice. I quattro sono inseguiti da Hervnick Z. Snerz, un piccolo e crudele uomo d'affari e collezionista, che vuole reclamare il Chickeraffe (chiamato il signor Jenkins da E.B.) come trofeo, insieme con il cacciatore di taglie Capra e i due misteriosi agenti secreti dei "BAD GUYS", chiamati McWinkle e Gluntz. Dopo che Nando ha tentato invano di fare mangiare a Felice la nota pietanza " Prosciutto e uova verdi " , l'inventore si decide a provarle , scoprendo che non sono affatto disgustosi come diceva lui. La stagione finisce con i due amici che prendono insieme in un ristorante , e Nando scopre che quello che stanno mangiando viene proprio dall azienda della sua misteriosa e scomparsa madre , e coinvolge l'amico nell'andare a trovarla. 

### Seconda stagione (Facciamo il Bis!)
La seconda stagione, sottotitolato Facciamo il Bis! (The Second Serving), è una miniserie sequel della precedente stagione che si svolge una settimana dopo la sconfitta del signor Snerz e di Capra e la partenza del signor Jenkins all'inizio della serie, Nando, Felice ed E.B. partono per un'altra avventura a East Flubria per trovare la madre biologica di Nando, Wanda, che rivela di stare fermando le nazioni di Yookia e Zookia, che sono in guerra tra loro perché un prezioso oggetto a forma di sfera (il Moo-Lacka-Moo) è stato rubato da lei. Quindi tocca a Nando, Felice, E.B., Wanda e Lughia (un nuovo amico e interesse amoroso di E.B.) di restituire il Moo-Lacka-Moo in modo per e fermare la guerra.

## Personaggi e doppiatori
| Personaggio           | Doppiatore originale     | Doppiatore italiano   |                       |                       |                       |                       |                       |
| Personaggi principali | Personaggi principali    | Personaggi principali | Personaggi principali | Personaggi principali | Personaggi principali | Personaggi principali | Personaggi principali |
| --------------------- | ------------------------ | --------------------- | --------------------- | --------------------- | --------------------- | --------------------- | --------------------- |
| Nando detto Ferdi     | Adam DeVine              | Nanni Baldini         |                       |                       |                       |                       |                       |
| Felice Non Si Addice  | Michael Douglas          | Gianni Giuliano       |                       |                       |                       |                       |                       |
| E.B.                  | Ilana Glazer             | Benedetta Ponticelli  |                       |                       |                       |                       |                       |
| Michellee             | Diane Keaton             | Melina Martello       |                       |                       |                       |                       |                       |
| Narratore             | Keegan-Michael Key       | Alessandro Quarta     |                       |                       |                       |                       |                       |
| Personaggi secondari  |                          |                       |                       |                       |                       |                       |                       |
| Signor Jenkins        | Dee Bradley Baker        |                       |                       |                       |                       |                       |                       |
| Wanda                 | Patricia Clarkson        | Cristina Boraschi     |                       |                       |                       |                       |                       |
| Lughia                | Darren Criss             | Daniele Giuliani      |                       |                       |                       |                       |                       |
| Sylvester             | Jose Andres              | Simone Leonardi       |                       |                       |                       |                       |                       |
| Antagonisti           |                          |                       |                       |                       |                       |                       |                       |
| Hervnick Z. Snerz     | Eddie Izzard             | Alessio Cigliano      |                       |                       |                       |                       |                       |
| Dughiessa di Zookia   | Rita Moreno              | Isabella Pasanisi     |                       |                       |                       |                       |                       |
| Dughia di Yookia      | Hector Elizondo          | Angelo Nicotra        |                       |                       |                       |                       |                       |
| Capra                 | John Turturro            | Pasquale Anselmo      |                       |                       |                       |                       |                       |
| McWinkle              | Jeffrey Wright           | Roberto Fidecaro      |                       |                       |                       |                       |                       |
| Gluntz                | Jillian Bell             | Elena Perino          |                       |                       |                       |                       |                       |
| Yes-Man               | Fred Tatasciore          |                       |                       |                       |                       |                       |                       |
| Capitan Bigman        | Billy Eichner            |                       |                       |                       |                       |                       |                       |
| Lino Blazer           | Rob Brydon               | Massimo Bitossi       |                       |                       |                       |                       |                       |
| Blusa Taffetà         | Gwendoline Christie      | Paola Majano          |                       |                       |                       |                       |                       |
| Altri personaggi      |                          |                       |                       |                       |                       |                       |                       |
| Michael               | Tracy Morgan             | Franco Mannella       |                       |                       |                       |                       |                       |
| Squeaky               | Daveed Diggs             | Maurizio Merluzzo     |                       |                       |                       |                       |                       |
| Gobo                  | Kevin Michael Richardson |                       |                       |                       |                       |                       |                       |
| Bo                    | James Marsden            |                       |                       |                       |                       |                       |                       |
| Guy Watcher           | Marques Ray              |                       |                       |                       |                       |                       |                       |

## Episodi

### Prima stagione
| nº | Titolo originale | Titolo italiano | Pubblicazione   |
| -- | ---------------- | --------------- | --------------- |
| 1  | Here             | Qua             | 8 novembre 2019 |
| 2  | Car              | Auto            | 8 novembre 2019 |
| 3  | Train            | Treno           | 8 novembre 2019 |
| 4  | Fox              | Volpe           | 8 novembre 2019 |
| 5  | Dark             | Galleria        | 8 novembre 2019 |
| 6  | Box              | Cassa           | 8 novembre 2019 |
| 7  | Mouse            | Topino          | 8 novembre 2019 |
| 8  | Rain             | Acquazzone      | 8 novembre 2019 |
| 9  | Goat             | Capretta        | 8 novembre 2019 |
| 10 | House            | Tavolino        | 8 novembre 2019 |
| 11 | Boat             | Barchetta       | 8 novembre 2019 |
| 12 | There            | Là              | 8 novembre 2019 |
| 13 | Anywhere         | Non mi va       | 8 novembre 2019 |

### Seconda stagione (Facciamo il Bis!)
| nº | Titolo originale                  | Titolo italiano                    | Pubblicazione |
| -- | --------------------------------- | ---------------------------------- | ------------- |
| 14 | The Mom Identity                  | Alla ricerca di mamma              | 8 aprile 2022 |
| 15 | Tinker Tailor Mother Spy          | Quella spia di mia madre           | 8 aprile 2022 |
| 16 | Goldenguy                         | GoldenFelice                       | 8 aprile 2022 |
| 17 | Three Days of the Mom-dor         | I tre giorni del mammador          | 8 aprile 2022 |
| 18 | To Yookia With Love               | Alla Zaghia con amore              | 8 aprile 2022 |
| 19 | You Only Mom Twice                | Si può essere mamma solo due volte | 8 aprile 2022 |
| 20 | Guyfall                           | Felicefall                         | 8 aprile 2022 |
| 21 | The Sam Who Came in From the Cold | Il Nando che venne dal freddo      | 8 aprile 2022 |
| 22 | On Her Dookess' Secret Service    | Al servizio di Sua Dughiessa       | 8 aprile 2022 |
| 23 | The Mom Who Loved Me              | La mamma che mi amava              | 8 aprile 2022 |